# Јуниорска Јадранска лига у кошарци
Јуниорска Јадранска лига у кошарци (позната и као Јуниорска АБА лига, енгл. Junior ABA League) регионално је такмичење јуниорских селекција клубова из бивших република СФРЈ: Босне и Херцеговине, Македоније, Словеније, Србије, Хрватске и Црне Горе. Право учешћа имају јуниорски тимови клубова који у истој сезони наступају у првом рангу сениорске Јадранске лиге. Одлука о формирању ове лиге донета је 24. јула 2017. године, на скупштини АБА лиге одржаној у Београду. Лига броји до 16 тимова.

## Старосна граница
- У сезони 2017/18. право учешћа имали су играчи рођени током 1999. године или касније.
- У сезони 2018/19. право учешћа имали су играчи рођени током 2000. године или касније.

## Систем такмичења
Тимови су подељени у две групе. Унутар група такмичење се одвија на турнирима и по једнокружном бод-систему (свако са сваким игра по једном). По две најбоље пласиране из обе групе квалификују се на завршни турнир четворице (фајнал фору). Тимови се у полуфиналу завршног турнира на основу пласмана на табелама група упарују по систему А1—Б2, Б1—А2.

## Досадашња финала
| Година   | Домаћин                                          | Финале                                           | Финале                                           | Финале                                           | Меч за треће место                               | Меч за треће место                               | Меч за треће место                               |
| Година   | Домаћин                                          | Првак                                            | Резултат                                         | Вицепрвак                                        | Треће место                                      | Резултат                                         | Четврто место                                    |
| -------- | ------------------------------------------------ | ------------------------------------------------ | ------------------------------------------------ | ------------------------------------------------ | ------------------------------------------------ | ------------------------------------------------ | ------------------------------------------------ |
| 2017/18. | 28. јануар 2018. ( Лакташи)                      | Мега баскет ЈТ                                   | 82 : 60                                          | Црвена звезда ЈТ                                 | Игокеа ЈТ                                        | 77 : 74                                          | Будућност ЈТ                                     |
| 2018/19. | 7. април 2019. ( Славонски Брод)                 | Цибона ЈТ                                        | 73 : 68                                          | Црвена звезда ЈТ                                 | Игокеа ЈТ                                        | 90 : 88                                          | Цедевита ЈТ                                      |
| 2019/20. | Такмичење је прекинуто због пандемије ковида 19. | Такмичење је прекинуто због пандемије ковида 19. | Такмичење је прекинуто због пандемије ковида 19. | Такмичење је прекинуто због пандемије ковида 19. | Такмичење је прекинуто због пандемије ковида 19. | Такмичење је прекинуто због пандемије ковида 19. | Такмичење је прекинуто због пандемије ковида 19. |
| 2020/21. | 24. мај 2021. ( Чајетина)                        | Мега баскет ЈТ (2)                               | 92 : 83                                          | Будућност ЈТ                                     | Игокеа ЈТ                                        | 87 : 62                                          | Слобода Ужице ЈТ                                 |
| 2021/22. | 29. април 2022. ( Љубљана)                       | Мега баскет ЈТ (3)                               | 88 : 74                                          | Студентски центар ЈТ                             | Игокеа ЈТ                                        | 85 : 79                                          | Цедевита Олимпија ЈТ                             |
| 2022/23. | 20. април 2023. ( Лакташи)                       | Мега баскет ЈТ (4)                               | 94 : 81                                          | Црвена звезда ЈТ                                 | Игокеа ЈТ                                        | 74 : 67                                          | Цедевита Олимпија ЈТ                             |
| 2023/24. | 18. април 2024. ( Нови Пазар)                    | Мега баскет ЈТ (5)                               | 79 : 60                                          | Студентски центар ЈТ                             | Игокеа ЈТ                                        | 75 : 61                                          | Цибона ЈТ                                        |
| 2024/25. | 9. април 2025. ( Лакташи)                        | Мега баскет ЈТ (6)                               | 97 : 62                                          | ФМП ЈТ                                           | Цибона ЈТ                                        | 87 : 71                                          | Игокеа ЈТ                                        |

### Успешност клубова
| Клуб                 | Првак                                  | Вицепрвак            | Трећи                                  |
| -------------------- | -------------------------------------- | -------------------- | -------------------------------------- |
| Мега баскет ЈТ       | 6 (2018, 2021, 2022, 2023, 2024, 2025) | —                    | —                                      |
| Цибона ЈТ            | 1 (2019)                               | —                    | 1 (2025)                               |
| Црвена звезда ЈТ     | —                                      | 3 (2018, 2019, 2023) | —                                      |
| Студентски центар ЈТ | —                                      | 2 (2022, 2024)       | —                                      |
| Будућност ЈТ         | —                                      | 1 (2021)             | —                                      |
| ФМП ЈТ               | —                                      | 1 (2025)             | —                                      |
| Игокеа ЈТ            | —                                      | —                    | 6 (2018, 2019, 2021, 2022, 2023, 2024) |

## Учешће и домет клубова по сезонама
| Клуб                 | 17 18 | 18 19 | 19 20 | 20 21 | 21 22 | 22 23 | 23 24 | 24 25 | Укупно учешћа |
| -------------------- | ----- | ----- | ----- | ----- | ----- | ----- | ----- | ----- | ------------- |
| Борац Чачак ЈТ       | —     | —     | —     | ЧФ    | ГФ    | ГФ    | ГФ    | ГФ    | 5             |
| Будућност ЈТ         | 4     | ГФ    | ГФ    | 2     | —     | —     | —     | —     | 4             |
| Војводина ЈТ         | —     | —     | —     | —     | —     | ГФ    | ГФ    | —     | 2             |
| Дубаи ЈТ             | —     | —     | —     | —     | —     | —     | ГФ    | ГФ    | 2             |
| Задар ЈТ             | —     | ГФ    | ГФ    | —     | ГФ    | ГФ    | ГФ    | ГФ    | 6             |
| Игокеа ЈТ            | 3     | 3     | ГФ    | 3     | 3     | 3     | 3     | 4     | 8             |
| Копер Приморска ЈТ   | —     | —     | пр    | —     | —     | —     | —     | —     | 1             |
| Крка ЈТ              | —     | ГФ    | ГФ    | —     | ГФ    | ГФ    | ГФ    | ГФ    | 6             |
| Мега баскет ЈТ       | 1     | ГФ    | пр    | 1     | 1     | 1     | 1     | 1     | 8             |
| МЗТ Скопље ЈТ        | ГФ    | —     | ГФ    | —     | —     | ГФ    | —     | —     | 3             |
| Морнар Бар ЈТ        | ГФ    | ГФ    | ГФ    | —     | ГФ    | ГФ    | —     | —     | 5             |
| Олимпија Љубљана ЈТ  | ГФ    | ГФ    | —     | —     | —     | —     | —     | —     | 2             |
| Партизан ЈТ          | ГФ    | ГФ    | ГФ    | ЧФ    | ГФ    | —     | ГФ    | ГФ    | 7             |
| Подгорица ЈТ         | —     | —     | —     | ЧФ    | —     | —     | —     | ГФ    | 2             |
| Слобода Ужице ЈТ     | —     | —     | —     | 4     | —     | —     | —     | —     | 1             |
| Спарс Сарајево ЈТ    | —     | —     | —     | —     | ГФ    | —     | —     | —     | 1             |
| Спартак Суботица ЈТ  | —     | —     | —     | —     | —     | —     | —     | ГФ    | 1             |
| Сплит ЈТ             | —     | —     | —     | —     | ГФ    | ГФ    | ГФ    | —     | 3             |
| Студентски центар ЈТ | —     | —     | —     | —     | 2     | ГФ    | 2     | ГФ    | 4             |
| ФМП ЈТ               | —     | —     | —     | —     | —     | —     | —     | 2     | 1             |
| Цедевита Јуниор ЈТ   | ГФ    | 4     | —     | —     | —     | —     | ГФ    | ГФ    | 4             |
| Цедевита Олимпија ЈТ | —     | —     | ГФ    | —     | 4     | 4     | ГФ    | ГФ    | 5             |
| Цибона ЈТ            | ГФ    | 1     | пр    | —     | ГФ    | —     | 4     | 3     | 6             |
| Црвена звезда ЈТ     | 2     | 2     | пр    | ЧФ    | —     | 2     | ГФ    | ГФ    | 7             |
| Широки ЈТ            | —     | —     | —     | —     | —     | —     | —     | ГФ    | 1             |

| Сезона   | Играч            | Клуб               |
| -------- | ---------------- | ------------------ |
| 2017/18. | Гога Битадзе     | Мега баскет ЈТ     |
| 2018/19. | Роко Пркачин     | Цибона ЈТ          |
| 2019/20. | није проглашен   | није проглашен     |
| 2020/21. | Никола Јовић     | Мега баскет ЈТ (2) |
| 2021/22. | Андрија Грбовић  | Мега баскет ЈТ (3) |
| 2022/23. | Никола Ђуришић   | Мега баскет ЈТ (4) |
| 2023/24. | Богољуб Марковић | Мега баскет ЈТ (5) |
| 2024/25. | Павле Бачко      | Мега баскет ЈТ (6) |

| Сезона   | Тренер                 | Клуб               |
| -------- | ---------------------- | ------------------ |
| 2017/18. | Влада Вукоичић         | Мега баскет ЈТ     |
| 2018/19. | Иван Јуран             | Цибона ЈТ          |
| 2019/20. | —                      | —                  |
| 2020/21. | Драгољуб Аврамовић     | Мега баскет ЈТ (2) |
| 2021/22. | Драгољуб Аврамовић (2) | Мега баскет ЈТ (3) |
| 2022/23. | Драгољуб Аврамовић (3) | Мега баскет ЈТ (4) |
| 2023/24. | Драгољуб Аврамовић (4) | Мега баскет ЈТ (5) |
| 2024/25. | Милан Видосављевић     | Мега баскет ЈТ (6) |